# 蓮花山 (廣州市)

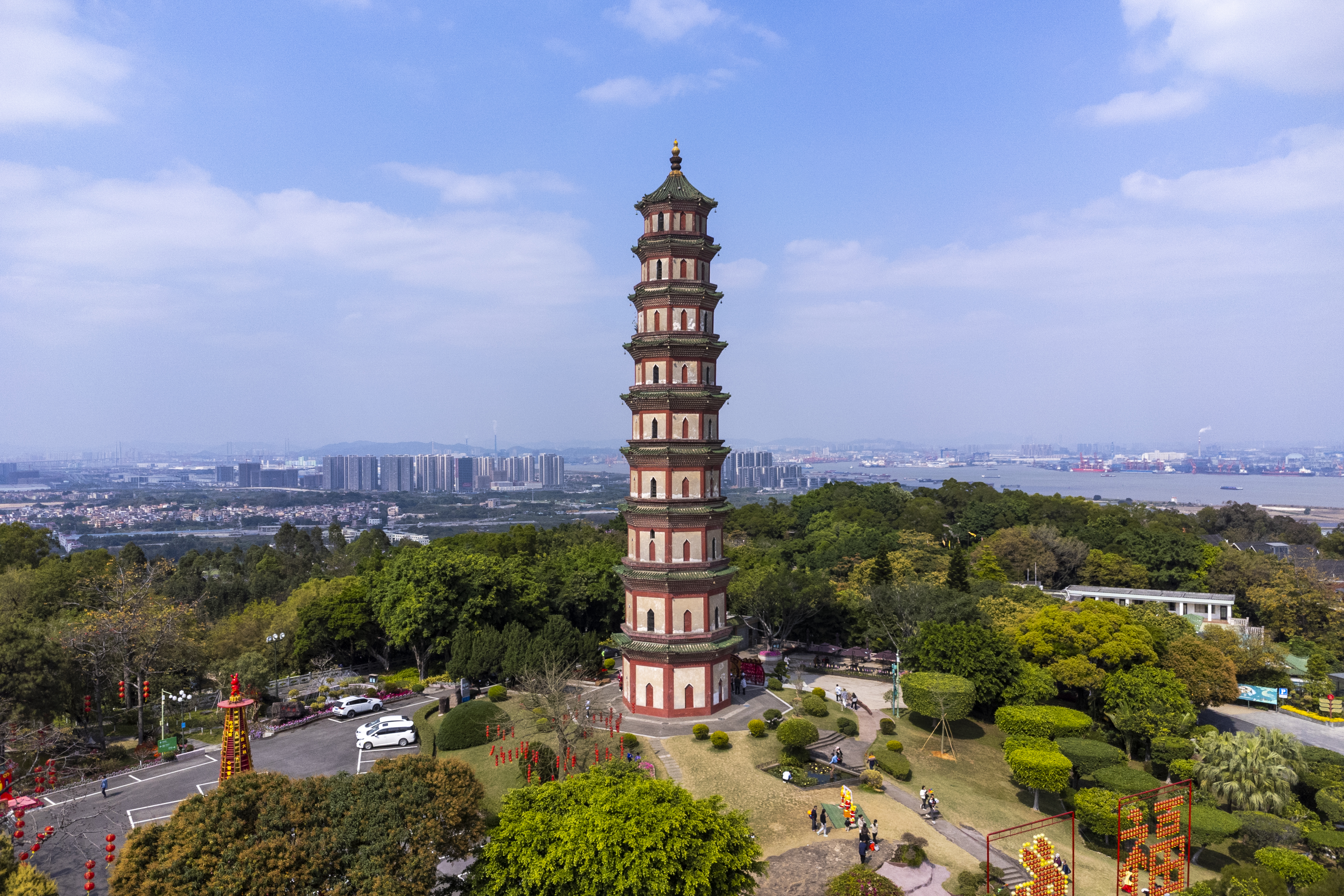
建于莲花山的莲花塔

蓮花山是中国广东省广州市番禺區石樓鎮的山脉，面临珠江的獅子洋水道，海拔约108米（2010年数据）。
莲花山建有广州莲花山风景旅游区，2002年入选为“新世纪羊城八景”之一的“莲峰观海”。

## 历史
莲花山的历史可以追溯到西汉时期。處於獅子洋畔的莲花山原名石獅頭，全山皆為堅硬的麻石，在清朝道光年前为采石场。因采石后留下来的石头似出水芙蓉（莲花）状而得名。雖然古採礦場已荒廢了幾百年，但也造就了所在地区的漁農業和旅遊發展。
1957年建村，因地处莲花山旁得名。1958年成立莲花山公社，1980年改区，1986年建莲花山镇，2002年3月并入石楼镇至今。

## 交通
因為蓮花山面临珠江，所以其水路交通極為發達，在南沙客运港建成之前，是番禺地區對外水路交通主要樞紐。位于莲花山脚的蓮花山碼頭距離香港和澳門均約60海里，COVID-19疫情前每天更有多班客輪往返香港。
轨道交通方面，建设中的广惠城际和穗深城际在莲花山北侧茭塘村附近设有广州莲花山站，广州地铁8号线亦在该处规划有莲花站。
陆运方面，莲花山车站有多条公交线路与番禺其他地区相连。莲花山附近亦将建设连接东莞、跨越狮子洋的过江通道。

| 编号 | 编号         | 线路           | 线路 | 线路       | 收费  | 运营商   | 备注       |
| ---- | ------------ | -------------- | ---- | ---------- | ----- | -------- | ---------- |
|      | 番92旅游专线 | 番禺市桥汽车站 | ⇆    | 莲花山车站 | 2–3元 | 锦信公交 |            |
|      | 番93         | 番禺中心医院   | ⇆    | 莲花山车站 | 2–3元 | 锦信公交 | 15–30分/班 |
|      | 番128        | 莲花山车站     | ⇆    | 化龙车站   | 2元   | 锦信公交 | 20–50分/班 |